# Richelieu-hímzés
A Richelieu-hímzés vagy magyarosan riseliő (lásd még: öltések) hímzés egy olyan technika, amelyet a varrott csipke utánzására alakítottak ki eredetileg Franciaországban. Nevét egy francia államférfiról, Richelieu bíborosról kapta.

## Mintaképzés
A mintaképzésben az eljárás az angol madeira vagy másként lyukhímzés fordítottja. Ez azt jelenti, hogy itt a finom vászonalap a csipke díszítményét fogja képezni (tehát, ami az előrajzolás, azt nem szabad kivágni). A díszítmények közötti felesleges vászonrészek később eltávolítandók. Az egyes díszítőmotívumok összefogó elemei itt a szabad ritmusban elhelyezkedő pikós vagy simán hurkolt pálcikák lesznek. A munka finomságát az áttörés mennyisége adja. Ennek alkalmazása úgy történik, hogy a díszítmény ne szóródjék szét, hanem kapcsolódjék egyik elem a másikhoz. 

## Öltéstechnika
Az eljárás gyakorlatilag megegyezik a lyukhímzésnél ismertetett öltéstechnikával. A lényegi különbség, hogy a teljes minta előhúzása után először a pálcikákat kell elkészíteni. Egyidejűleg a díszítmények előhúzó fonalához kapcsolva 2-3-szor átöltött, sűrűn behurkolt tartószálat kell varrni. Ezen eljárással egyidejűleg szükséges a tartószálakat díszíteni. Általában a tartószálak bevonására használt öltéssel vonják be az öltések közt készített pikót is. Ha egyenletes pikóelosztást szeretnénk, számolni kell a szálakon készített leöltéseket.
Tartószálak bevonása és pikó fajták: 
- Szál bevonása hurkolással, lásd (huroköltés). Pikó készítésekor előbb kis hurkot kell képezni a hímzőfonálból a behurkolt szálon néhány hurkolást átlépve leöltéssel. A pikót (kis hurok) is sima hurkolással díszítik. Ezt nevezik hurkolt pikónak.
- A szál bevonása sodrással: Sűrű és rövid szegőöltéssel kell dolgozni, lásd: szegőöltés közben az egyik leöltés előtt a tűre csavarjuk a hímzőszálat, s így a leöltés után csinos bog keletkezik.
- Láncszem visszaöltéses pikó: A tartószálakat klasszikus láncöltéssel kell bevonni, s ilyenkor láncszemhez hasonló sor keletkezik, amelynek egyik szeméből a továbbhaladás előtt 3 levegőben képzett láncszemet kell ölteni, majd visszaöltés után folytatni a szál bevonását.
- Átszövéses szálbevonáskor a két tartószál között kell vezetni a szálat a szegőöltéssel, váltakozva az első szál felett, a második szál alatt, majd fordítva. Ezt kell ismételgetni. Ennél a kitöltő jellegű bevonásnál pikót nem kell készíteni.
- Kettős hurkolású szálbevonás esetén kétirányú nyitott láncöltéssel kell dolgozni. Szintén kitöltő jellegű bevonás, pikó nincs általában.

A tartószálakat kocsányoknak is nevezik. A többfelé ágazó kocsányok készítésekor a tartósság érdekében össze kell kapcsolni a fonallábakat. A minta körvonalait egyenlő keskenységű, sűrű huroköltéssor fogja szépen képezni. Végül ki kell vágni az alapanyagot a minták közül (azaz a mintákat összekötő lábak alól).

## Gépi riseliő

### A gépi hímzés kellékei
- varrógép
- hímzőráma
- fonal (hímzéshez felső szálnak gépi hímző fonal, gépcérna alsó fonal, alávezető szálnak valamilyen horgoló fonal szükséges)
- fehér vászondarab és
- nagyon éles olló (hegyes-görbe is lehet)
- mintákat leíró könyv

### A hímzés menete
- A varrógép talpemelő karját második állásba kell helyezni, hogy a ráma akadály nélkül mozoghasson.
- Az anyagtovábbító talpacskát lezárjuk, mintha gomblyukat varrnánk. A lezárt állapot jellemzője, hogy a talpból kiálló recés kelmetovábbító már nem látható.
- A varrógép talpát el kell távolítani, mert a gépi hímzésnél nincs rá szükség. A csavar a helyén marad, s nagyon kell rá vigyázni. A lépésszabályozót ezzel a két dolog kiiktatásával megszüntettük. Ez azt jelenti, hogy kézi szabályozás van, mint a kézi hímzésnél.
- A szálfeszesség beállítását az alsó szál határozza meg. A felső szál feszességét az alsóhoz igazítjuk. 
  - Az alsó orsótartót ki kell venni a helyéről. Az orsótartón két csavar található, egy kicsi és egy nagy. A nagyobb csavart magunk felől nézve, ha balra elforgatjuk, befeszítjük a szálat, ha jobbra elforgatjuk lazábbra állítjuk a szálat.
  - A felső szálat a gép elején lévő tárcsás szálfeszesség szabályozóval lehet beállítani. A felső szálnál a növekvő számok irányába, tehát balra lazítani lehet, a csökkenő számok irányába, tehát jobbra feszíteni lehet a szálat.
  - Az alsó és felső szál azonos feszességű legyen, mivel gépi hímzéskor ezek a szálak anyag nélkül kapcsolódnak egymáshoz. Ha pl. az alsó szál feszesebb, mint a felső szál, örökké elszakad a fonalunk, s az alsó szál lehúzza a felső szálat.
- A szálak beállítása után a fehér kelmét rakjuk a hímzőrámára.
  - A hímzőráma külső karikáját letesszük egy egyenes, sima helyre (pl. asztalra) és picit kinyitjuk.
  - Az anyagot rátesszük, majd a kisebb, belső rámát rányomjuk.
  - Ezután addig csavarjuk a külső (nagyobb) rámát, s közben igazítjuk az anyagot, amíg utóbbi feszesen nem áll.
  - Elég feszes az anyag, ha kezünkkel óvatosan megütögetve doboló hangot ad.

### Alapháló

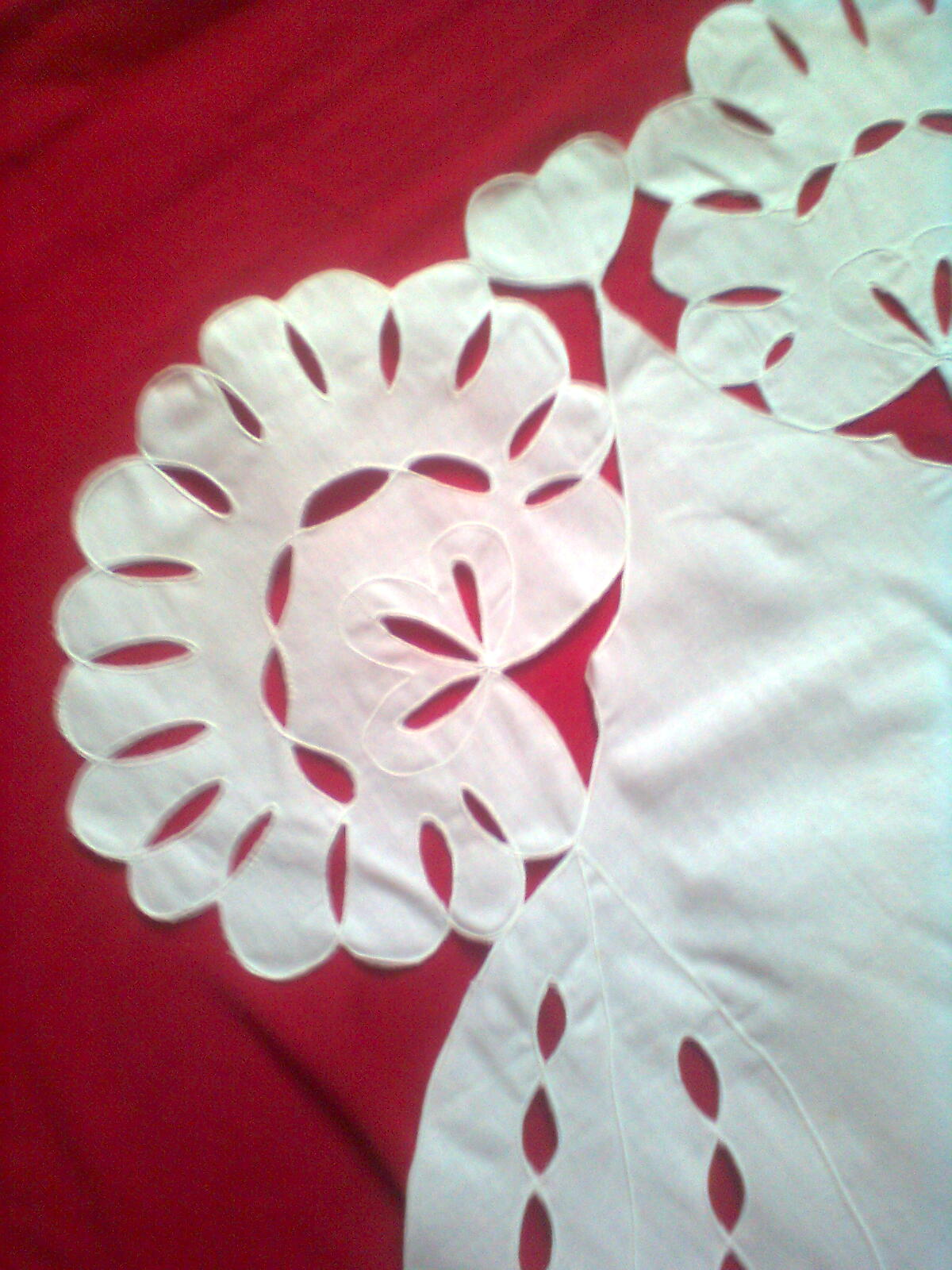
Gépi riseliő előkészítése (beszegjük sima varrással…)

Körülbelül 2 cm átmérőjű (magyar 10 forintos érme) nagyságú köröket rajzolunk a vászonra. A rámát az előrajzolt, befeszített alapanyaggal a tű alá helyezzük.
- A gépet sima varrásra állítjuk és a kör szélét végigvarrjuk.
- A varrástól kb. 1 mm-nyire kivágjuk az egész anyagot a körből.
- Beszegjük sima varrással a kivágott kört, nehogy foszoljon az anyag.
- A szegés után a kör kitöltéséhez sima varrással elindulunk felülről lefelé, s 1 szálat átvarrunk a kör alsó részéig. Néhány rövid öltéssel alul rögzítjük a levarrt szálat, majd felfelé folytatjuk a műveletet. A megadott nagyságú kört 7 szállal tudjuk betölteni függőlegesen. Ezekből az első három négy egyre magasabb, az utolsó három egyre rövidebb lesz.
- Elfordítjuk a rámát 90 fokkal, és ismét levarrjuk a 7 szálat, de most merőlegesen (keresztbe). Így kapunk egy négyzethálós mintát.
- Újra elfordítjuk a rámát úgy, hogy két szál találkozásánál indítsuk a varrást. Így átlósan hálózzuk be a meglévő négyzeteket.
- Az utolsó fordítás merőleges (90 fokos) az előző átlós szálakra, s újból 7 szállal hálózunk. Az utolsó hálózás után egy belső négyzetet keresve 8 szálat kell látnunk egy pontból kiindulni.
- Az átlózás befejezése után cikk-cakk varrásra állítjuk a gépet; majd 2 szál horgolófonalat (másként alávezető szál) veszünk a kezünkbe, s ezt a körön vezetve körbevarrjuk a becsavart 2 szálat óvatosan, lassan tolva a rámát. Ezt hívják slingelésnek a gépi hímzésnél. Lehet 4 alávezető szállal is végezni.

## Rafinéria
A teljesen kész Richelieu-hímzést nyomkodással, esetleg kifőzéssel mossuk. A dörzsölés rongálja. A vasalás enyhén nedves, tiszta fehér ruhán (pl. törülköző v. régi zsebkendő) keresztül történik, amennyiben nincs gőzölős vasalónk. Mindig elemenként simítsuk ki az összehúzódott mintaelemeket.